# Резольюшен (остров, Канада)
Резольюшен (англ. Resolution Island) — остров Канадского Арктического архипелага.

## География

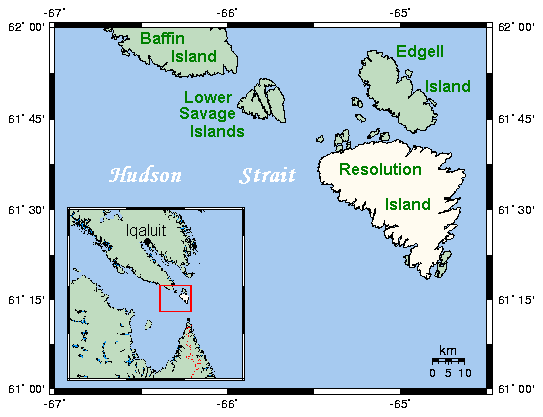
Карта острова Резольюшен

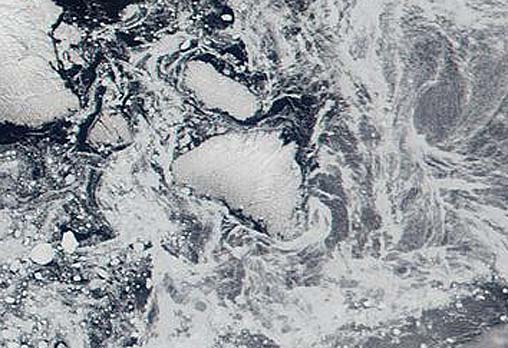
Остров Резольюшен. Космический снимок NASA

Остров расположен в восточной части Гудзонова пролива в юго-восточном углу территории Нунавут. Лежит в 36 км от полуострова Мета-Инкогнита острова Баффинова Земля. Острова разделяют два пролива: Аннаполис (Annapolis Strait) и Габриэл (Gabriel Strait), а также острова Лоуэр-Савидж. Пролив Грейвс (Graves Strait) шириной 3,8 км отделяет остров Резольюшен от лежащего севернее острова Эджелл (287 км²). На востоке остров омывают воды пролива Дэвиса.
Площадь острова равна 1015 км², длина береговой линии составляет 394 км. Длина острова с юго-востока на северо-запад вдоль побережья равна 50 км, максимальная ширина острова в центральной его части составляет 32,3 км. Поверхность острова понижается с максимума в 500 метров у северного берега до почти нулевой отметки у южного. Ландшафт суровый, холмистый, изобилующий мелкими озёрами, особенно в северной и центральной части. Береговая линия сильно изрезана и изобилует бухтами и заливами.

## История
28 июля 1576 года английский пират и мореплаватель Мартин Фробишер высадился на берег острова во время своего плавания в поисках Северо-Западного прохода из Атлантического в Тихий океан.
С 1954 по 1973 год на острове размещалась американская военная база, являвшаяся частью системы раннего радиолокационного обнаружения Линия «Дью». В 1974 году база была передана Канадскому правительству. Проводившиеся в 1990-х годах исследования обнаружили значительное загрязнение острова полихловиниловыми дефинилами, асбестом и тяжёлыми металлами. Приняты меры для ограничения проникновения вредных веществ в грунтовые воды.